# Horacio Gago Espinoza
Horacio Gago Espinoza fue un empresario radial y político peruano. Fue dueño de la Radio 15-50 de la ciudad de Huancayo, Perú.
En 1980, se presentó a las elecciones generales como candidato a Diputado por el Partido Aprista y el departamento de Junín obteniendo la representación. Buscó la reelección en las elecciones de 1985 como candidato de la alianza Convergencia Democrática formada por el Partido Popular Cristiano pero no logró la representación.
El 11 de febrero de 1992 fue asesinado en Huancayo por una cuadrilla de ocho personas según fuentes policiales.